# 縁結び
縁結び（えんむすび）は、2004年（平成16年）に株式会社中島稲育種研究所の八尋義輝によって育成が開始されたイネの品種。「ホシアオバ」を花粉親、「夢ごこち」を種子親とする交配によって育成された。品種名は、お米を通じて、数多くの人とのご縁を大切にしたいとの思いから命名された。
2015年（平成27年）現在、育成者権を持つ株式会社アグリトレードによって品種登録出願中である。

## 概要
東北地方南部以南での栽培に適する。熟期は、晩生の中。収量は多収で、良食味。茎が太くて丈夫で、耐倒伏性・耐病性ともに優れる。タンパク質含量が5.5%と低く、ほどよい粘りがある。2017年（平成29年）産では、新潟県、長野県、岐阜県、愛知県の産地品種銘柄となっており、2018年（平成30年）産では、富山県、三重県、福井県にも広がっている。
縁起の良い名称から、神社で取り扱われたり、結婚式の引出物としての需要もある。また、株式会社アグリトレードでは、同じハラキングループに属する株式会社和鑠に委託して、「縁結び」の玄米を使用した団子を製造し、「金の玄米だんご」の名称で販売している。

## 来歴
2004年に稲育種研究所で「夢ごこち」と「ホシアオバ」の交配が行われた。
2005年冬、F１(雑種第一世代）を養成し、同年夏には、 F２世代の集団栽培を行った。
翌2006年冬、 F３世代の集団栽培を行い、同年夏に、 F４世代で個体選抜を行った。
翌2007年以降、系統栽培および系統選抜が行われる。
2009年には、「N系65」の系統名で収量試験を開始した。同年より株式会社ハラキンが、系統種子の権利を購入し、株式会社ハラキンの種子開発チームによって、安定販売が可能な「多収穫米」の品種銘柄を模索し、検討を始めた。
2013年から岐阜県で株式会社ハラキン主導による「N系65」の試験栽培が始まる。翌年には株式会社ハラキンの拠点のある地域を中心に、愛知・新潟・富山・福井・長野・滋賀県での試験栽培を開始。
2015年、育成者権を取得した株式会社ハラキンは、種子販売のために株式会社アグリトレードを設立。株式会社アグリトレードとして、「N系65」を「縁結び」として品種登録出願した。